# Heléne Yorke
Heléne Yorke est une actrice, écrivain, chanteuse et danseuse canado-américaine.
Heléne Yorke est connue pour son travail à la télévision. Elle joue actuellement Brooke Dubek dans la série HBO Max, The Other Two . Elle a également joué le rôle de Jane Martin dans la série télévisée dramatique américaine, diffusée sur Showtime, Masters of Sex, d'Olivia Graves dans Graves et d'Amy Breslin dans The Good Fight.
Elle est aussi connue pour son travail à Broadway, en particulier pour avoir créé les rôles d'Olive Neal dans Bullets Over Broadway et d'Evelyn Williams dans American Psycho, ainsi que pour avoir créé G(a)linda dans le Munchkinland Tour de Wicked.

## Jeunesse
Heléne Yorke est née à Vancouver, en Colombie-Britannique, mais a déménagé aux États-Unis à l'âge d'un an. Heléne a grandi à Pacific Palisades, en Californie. Elle a commencé le ballet à l'âge de trois ans et a suivi son premier cours de théâtre au collège. Yorke a obtenu un baccalauréat en beaux-arts de l'Université du Michigan.

## Carrière
Heléne Yorke a travaillé sur diverses productions de Broadway, dont Bullets Over Broadway, American Psycho et Grease . Elle a également joué Glinda dans Wicked en tournée.
En 2013, Yorke a joué un rôle récurrent dans le personnage de Jane Martin dans Masters of Sex,.
Elle joue actuellement le rôle de Brooke Dubek dans The Other Two de HBO Max, qui a été renouvelée pour une troisième saison en septembre 2021.

## Vie privée
Yorke a épousé son partenaire de longue date le 3 septembre 2021 à Brooklyn, NY.

## Filmographie

### Théâtre
| Années) | Production                                            | Rôle                            | Emplacement                     | Catégorie                  |
| ------- | ----------------------------------------------------- | ------------------------------- | ------------------------------- | -------------------------- |
| 2007    | Walmartopia                                           | Hooters Girl / Daphné           | Théâtre Minetta Lane            | Off-Broadway               |
| 2008    | Quelle est cette odeur : la musique de Jacob Sterling | Ensemble                        | Compagnie de théâtre atlantique | Off-Broadway               |
| 2008    | High School Musical                                   | Sharpay Evans (remplacement)    | NC                              | Tournée aux États-Unis     |
| 2008-09 | Grease                                                | Marty Maraschino (remplacement) | Théâtre Brooks Atkinson         | Broadway                   |
| 2009-10 | Wicked                                                | Glinda                          | NC                              | Deuxième tournée nationale |
| 2014    | Bullets Over Broadway                                 | Olive Neal                      | Théâtre Saint-Jacques           | Broadway                   |
| 2016    | American Psycho                                       | Evelyne Williams                | Théâtre Gerald Schoenfeld       | Broadway                   |
| 2016    | Kiss Me, Kate                                         | Lois Lane/Bianca                | Studio 54                       | Benefit Concert Reading    |
| 2018    | Grand Hotel                                           | Flaemmchen                      | Centre-ville                    | Encores! Revival           |

Sources : 
- (en) « Helene Yorke Theatre Credits », sur www.broadwayworld.com (consulté le 18 avril 2018)
- « Heléne Yorke – Broadway Cast & Staff | IBDB », sur ibdb.com

### Films
| Année | Titre            | Rôle        | Remarques     |
| ----- | ---------------- | ----------- | ------------- |
| 2012  | All Wifed Out    | Steph       |               |
| 2014  | Are You Joking?  | Mona Burack |               |
| 2015  | The Night Before | Cindy       |               |
| 2017  | SuperMarket      | Eve         | Court métrage |

### Télévision
| Year      | Title                       | Role                                   | Notes                                |
| --------- | --------------------------- | -------------------------------------- | ------------------------------------ |
| 2010      | Louie                       | Hot Girl                               | Épisode: « Night Out »               |
| 2012      | A Gifted Man                | Ella Halloran                          | Épisode: « In Case of Blind Spots »  |
| 2012      | 30 Rock                     | Jessica                                | Épisode: « Standards and Practices » |
| 2012      | I Just Want My Pants Back   | Kate                                   | Épisode: « Quid No Quo »             |
| 2013      | High Maintenance Web Series | Lainey                                 | Épisode: « Olivia »                  |
| 2013–2015 | Masters of Sex              | Jane Martin                            | 16 épisodes                          |
| 2014      | Robot Chicken               | Jem / Cheetara / Marilyn Monroe (voix) | Épisode: « Up, Up, and Buffet »      |
| 2014      | BoJack Horseman             | Additional voices                      | 2 épisodes                           |
| 2014      | American Dad!               | Mary Smith (voice)                     | 2 épisodes                           |
| 2014–2017 | Family Guy                  | Various voices                         | 6 épisodes                           |
| 2015      | Person of Interest          | Lauren Buchanan                        | Épisode: « Q & A »                   |
| 2016      | Quantico                    | Leigh Davis                            | 4 épisodes                           |
| 2016–2020 | High Maintenance            | Lainey                                 | 2 épisodes                           |
| 2016–2017 | Graves                      | Olivia Graves                          | Rôle principal; 20 épisodes          |
| 2017–2018 | The Good Fight              | Amy Breslin                            | 7 épisodes                           |
| 2019–2023 | The Other Two               | Brooke Dubek                           | Rôle principal                       |
| 2019      | Elementary                  | Holly Meers                            | Épisode: « Red Light, Green Light »  |
| 2020      | Future Man                  | Randall                                | 2 épisodes                           |
| 2020      | Katy Keene                  | Amanda                                 | 10 épisodes                          |
| 2021      | Ziwe                        | Leah                                   | Épisode: « Whitewashing »            |